# David Babunski
David Babunski (Skopje, Macedònia del Nord, 1 de març de 1994) és un futbolista macedoni. Juga com a centrecampista al Futbol Club Barcelona B de la Segona Divisió. És fill de l'exfutbolista i entrenador Boban Babunski, a més és germà de Dorian Babunski que milita al Juvenil del Reial Madrid C.F.